# Andrij Husin
Andrij Łeonidowycz Husin, ukr. Андрій Леонідович Гусін (ur. 11 grudnia 1972 w Złoczowie, zm. 17 września 2014 w Kijowie) – ukraiński piłkarz grający na pozycji pomocnika, reprezentant Ukrainy, trener piłkarski.

## Kariera piłkarska

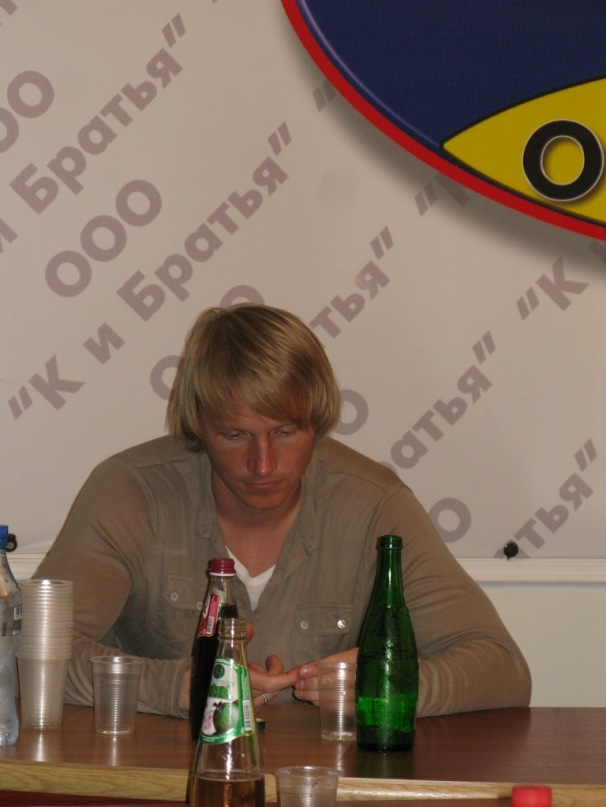
Andriy Husin w 2010 roku.

### Kariera klubowa
Karierę piłkarską rozpoczynał jako napastnik w Karpatach Kamionka Bużańska, następnie grał w Hazowyku Komarno i Karpatach Lwów. To właśnie w klubie ze Lwowa został dostrzeżony przez działaczy Dynama Kijów, którego zawodnikiem stał się w 1993 roku. W ciągu kolejnych dwóch lat grał jedynie w drugiej drużynie tego klubu, w których rozegrał 46 meczów, strzelił 27 goli. W Wyszczej Liże debiutował już jako zawodnik CSKA-Borysfenu Kijów w sezonie 1995-96, w którym zagrał 27 spotkań, strzelił 9 goli. Po roku gry w tym stołecznym klubie został ściągnięty z powrotem do Dynama. Pierwsze mistrzostwo zdobył w sezonie 1996-97. Wciąż był rezerwowym (13 meczów, 3 gole), ale ciągle odgrywał kluczową rolę w drugiej ekipie. Przełomowy okazał się sezon 1997-98, Husin stał się ważnym ogniwem Dynama, a klub robił furorę także w Lidze Mistrzów (ćwierćfinał z Juventusem, w którym strzelił jedyną bramkę dla Dynama). Rok później odpadł z tych rozgrywek dopiero w półfinale (po dramatycznym dwumeczu z Bayernem). Z Dynamem zdobywał kolejne mistrzostwa i puchary Ukrainy, występował także w Lidze Mistrzów. W 2005 roku zdecydował się opuścić Dynamo na rzecz rosyjskich Krylji Sowietow Samara, gdzie zdecydował się ukończyć piłkarską karierę w 2007 roku. Jednak zgodził się jeszcze na propozycję Saturna Ramienskoje występować i trenować ten klub. Jeszcze do ukończenia sezonu 2008 klub i piłkarz rozstali się.

### Kariera reprezentacyjna
26 czerwca 1993 debiutował w reprezentacji Ukrainy jeszcze jako zawodnik Karpat Lwów w meczu z Chorwacją, przegranym 1:3. Dwukrotnie pełnił funkcję kapitana drużyny. Uczestniczył w Mistrzostwach Świata 2006 w Niemczech, gdzie jego Ukraina dotarła do ćwierćfinału (zagrał w pięciu spotkaniach). Po Mundialu postanowił zakończyć karierę reprezentacyjną, jednak po jakimś czasie odwołał swoją decyzję. Ogółem dla reprezentacji zagrał 71 razy, strzelił 9 goli.

## Kariera trenerska
8 czerwca 2007 roku został członkiem sztabu szkoleniowego rosyjskiego Saturna Ramienskoje. Będąc asystentem trenera dalej kontynuował występy na boisku. W 2008 został rozerwany kontrakt z klubem. Od marca 2010 pomagał trenować Anży Machaczkała. W grudniu 2010 został zaproszony na stanowisko głównego trenera drugiej drużyny Dynama Kijów.

## Śmierć
17 września 2014 roku o 14:00 czasu miejscowego, podczas treningu motocyklowego na kijowskim autodromie Czajka na jednym z ostrych zakrętów nie utrzymał się i wyleciał z siodła pojazdu. Nie odzyskawszy przytomności, Andrij zmarł na miejscu. Był żonaty z Krystyną, dizajnerką. Osierocił trójkę dzieci.

## Sukcesy i odznaczenia

### Sukcesy klubowe
- półfinalista Ligi Mistrzów: 1999
- mistrz Ukrainy (7x): 1997, 1998, 1999, 2000, 2001, 2003, 2004
- wicemistrz Ukrainy: 2002
- zdobywca Pucharu Ukrainy (4x): 1998, 1999, 2000, 2003
- finalista Pucharu Ukrainy (2x): 1993, 2002

### Sukcesy reprezentacyjne
- ćwierćfinalista Mistrzostw Świata: 2006

### Sukcesy indywidualne
- 3.miejsce w plebiscycie na piłkarza roku na Ukrainie: 2002.
- wybrany do listy 33 najlepszych piłkarzy roku na Ukrainie: Nr 1 (2000, 2001, 2005), Nr 2 (1999, 2002, 2004), Nr 3 (2003)

### Odznaczenia
- tytuł Zasłużonego Mistrza Sportu Ukrainy: 2005[6]
- Order „Za odwagę” III klasy: 2006[7].